# Igor Lukšić
Igor Lukšić (Montenegrijns: Игор Лукшић) (Bar, 14 juni 1976) is een Montenegrijns politicus. Van 2010 tot 2012 was hij premier van Montenegro.
Lukšić werd in 2001 voor het eerst verkozen in het Montenegrijnse parlement. Hij vertegenwoordigde de Democratische Partij van Socialisten (DPS). Vanaf maart 2003 was hij gedurende een jaar onderminister van Buitenlandse Zaken van Servië en Montenegro. In 2004 werd hij, op 27-jarige leeftijd, minister van Financiën in het Montenegrijnse kabinet van Milo Đukanović, een functie die hij behield onder het premierschap van Željko Šturanović en tot en met 2010 bekleedde. Eind december 2010 werd hij benoemd tot premier van Montenegro, nadat Đukanović was opgestapt. Lukšić bleef premier tot na de parlementsverkiezingen van 2012, toen Đukanović het ambt weer overnam. Aansluitend was Lukšić tussen 2012 en 2016 minister van Buitenlandse Zaken.
- Gemeinsame Normdatei: 1058094173
- International Standard Name Identifier: 0000 0004 3694 5516
- Nationale Bibliotheek van Tsjechië: js20221162379
- Système universitaire de documentation: 188947809
- Virtual International Authority File: 310661503
- WorldCat: E39PBJxxh3WGBmrJfJc8bYdvpP